# La tropilla de Huachi Pampa
La tropilla de Huachi Pampa fue un conjunto de música folklórica de Argentina, organizado y dirigido por el sanjuanino Buenaventura Luna e integrado por diferentes artistas a lo largo de su existencia, entre ellos los mendocinos Antonio Tormo y Diego Canales, Remberto Narváez, José Samuel Báez, Zarco Alejo (José Castorina) y el salteño Eduardo Falú, que actuó con éxito entre 1937 y 1942. Fue el primer conjunto de música folklórica en transmitir sus interpretaciones por radio, con impacto nacional.
El 1 de octubre de 1937 debutaron en radio El Mundo de Buenos Aires, abriendo camino a la difusión masiva de la música folklórica en Argentina. El éxito de su presentación llevó a la emisora a poner en el aire en 1939, El fogón de los arrieros, conducido por Buenaventura Luna y con la actuación del conjunto y el auspicio de cigarrillos Caravana.
En 1942 el grupo se separó. Han dejado grabadas algunas placas originales de difícil hallazgo. Los sellos grabadores BMG Argentina y Altaya produjeron en forma conjunta en 2000, un CD de La Tropilla de Huachi Pampa, con el título de El beso. Algunos de sus éxitos fueron "Vallecito", "Entre San Juan y Mendoza", "Puentecito de mi río", "Cantar de los arrieros", "El beso".

## Trayectoria
En 1937, en Buenos Aires, el sanjuanino Buenaventura Luna, aún conocido con su nombre de nacimiento Eusebio de Jesús Dojorti, formó el grupo Tropilla de Huachi Pampa, junto también a Remberto Narváez, José Samuel Báez y el Zarco Alejo (José Castorina). 
El 1 de octubre de 1937 debutaron en Radio El Mundo de Buenos Aires, abriendo camino a la difusión masiva de la música folklórica, éxito que llevó a la emisora a poner en el aire en 1939, "El Fogón de los Arrieros", conducido por Buenaventura Luna y con la actuación del conjunto y con el auspicio de cigarrillos Caravana.
En 1942 aparecen en la película Sinfonía argentina de Jacques Constant, junto a otros intérpretes de música popular, como Los Hermanos Ábalos. Ese mismo año el grupo se separó. Han dejado grabadas algunas interpretaciones de difícil hallazgo.
Con posterioridad Antonio Tormo y Eduardo Falú se convertirían en exitosos artistas de la música popular argentina. Por su parte, su director, Buenaventura Luna ha sido considerado como uno de los precursores del resurgimiento de la música folklórica en Argentina.

## Discografía
- Recordando a la Tropilla de Huachi Pampa, RCA Candem (CAL 3086).
- El beso, BMG Argentina y Altaya, 2000 (FA 074).